# Ursula van Keulen
Ursula van Keulen was een koningsdochter uit de 4e eeuw die later heilig werd verklaard. Ze is patroonheilige van de leraressen en schoolkinderen. Ze wordt aangeroepen tegen oorlog en voor een goed huwelijk. Haar feestdag valt op 21 oktober.
Het is zeer omstreden of de heilige Ursula echt heeft bestaan.

## Legende

### Legenda aurea

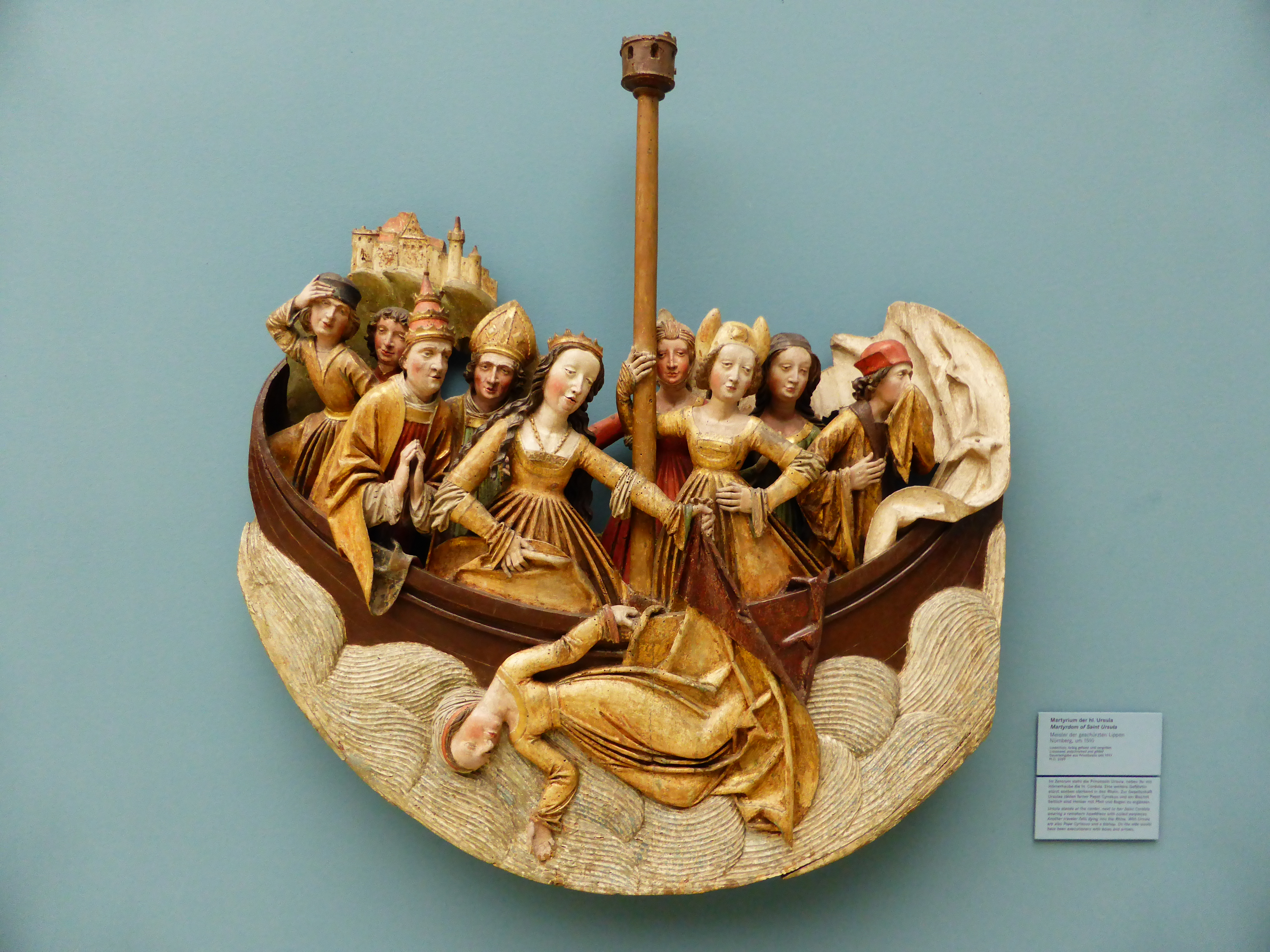
De heilige Ursula op de terugreis naar Keulen. Neurenberg, Germanisches Nationalmuseum

Volgens de Legenda aurea was Ursula de beeldschone, wijze en vrome dochter van de christelijke koning Deontus van Bretagne. Haar reputatie was de koning van Engeland ter ore gekomen. Hij zond een ambassadeur naar Deontus om haar ten huwelijk te vragen voor zijn enige zoon Aetherius en eventueel met oorlog te dreigen als vriendelijkheid niet tot een resultaat leidde. Deontus was ten einde raad; hij wilde zijn dochter niet uithuwelijken aan de zoon van de machtige heidense koning die berucht was om zijn wreedheid. Maar Ursula raadde haar vader aan het aanzoek te aanvaarden op voorwaarde dat de koning haar tien zeer mooie maagden zou sturen, elk vergezeld door 1000 andere maagden en daarbovenop nog duizend maagdelijke gezellinnen voor zichzelf. Ze moest ook voorzien worden van schepen om met het gezelschap op reis te gaan. Verder bedong ze een termijn van drie jaar voor een bedevaart naar Rome en om de jonge prins de gelegenheid te geven het christelijke geloof te bestuderen en zich te laten dopen.
De vloot vertrok en legde aan in Keulen. Een engel verscheen aan Ursula om haar mee te delen dat ze na haar reis naar Rome hier zou terugkomen en de martelaarskroon zou ontvangen, samen met al haar reisgenoten. Ze zeilden door naar Bazel en van daar ging het over land verder naar Rome. Daar werden ze verwelkomd door paus Cyriacus, volgens de schrijver de negentiende opvolger van Petrus, maar hij voegt eraan toe dat hij geschrapt werd uit de lijst van pausen omdat hij beslist had zijn pontificaat op te geven en de maagden terug naar Keulen te vergezellen. Ze vertrokken terug naar Keulen. Een aantal edelen en geestelijken sloot zich bij hen aan.
Toen ze aankwamen in Keulen werd de stad belegerd door de Hunnen, die het complete gezelschap vermoordden, alleen Ursula bleef gespaard omwille van haar grote schoonheid, op voorwaarde dat ze de bruid zou worden van hun aanvoerder Atilla. Ursula weigerde en werd door Atilla met een pijl doorboord. Aetherius, die ondertussen na de dood van zijn vader koning was geworden, had zich bekeerd tot het christendom. Door een goddelijke boodschap verwittigd, reisde ook hij naar Keulen om er zijn bruid te ontmoeten en stierf er samen met haar de martelaarsdood. Na de slachting werden de Hunnen verdreven door een hemels leger van maagden, uiteraard samengesteld uit de maagden die de Hunnen net hadden gedood.

### Beknopte geschiedenis

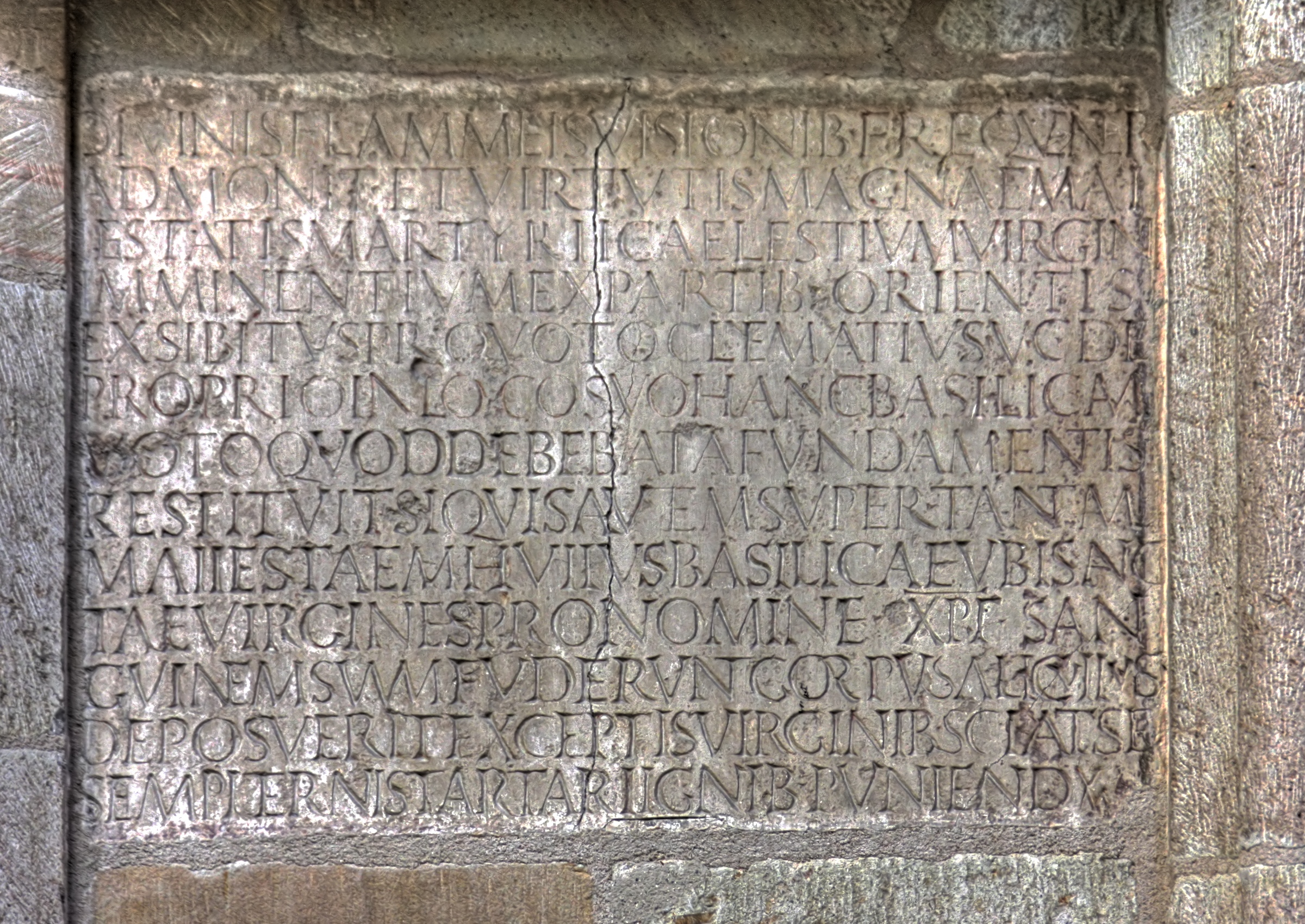
Clematius-inscriptie

Deze versie van de legende komt uit de Legenda Aurea van Jacobus de Voragine. Uiteraard zijn er verschillende varianten op het verhaal. De eerste passio ontstond in het begin van de 10e eeuw en werd stilaan herwerkt en uitgebreid tot de versie van Jacobus de Voragine in de 13e eeuw. Oorspronkelijk was het waarschijnlijk gebaseerd op de cultus van een niet genoemd aantal maagdelijke martelaressen. Van de cultus voor deze maagden uit de derde eeuw getuigt de Clematius-inscriptie, een grafsteen uit de 5e eeuw, ingewerkt in de zuidelijke muur van het koor van de St. Ursulakerk in Keulen. In het eerste verhaal uit 922 waarin sprake is van elfduizend maagden is het centrale personage Pinnosa, dochter van de koning van Brittania. Toen de relieken van Pinnosa werden overgebracht van Keulen naar Essex, werd ze vervangen door Ursula zodat de cultus in stand gehouden kon worden. Sommige historici zijn van mening dat de naam Ursula gekozen werd naar een grafsteen voor een achtjarige Ursula uit de 4e of 5e eeuw die in de buurt van de Ursulakerk werd opgegraven. Het eerste heiligenverhaal waarin Ursula werd genoemd als de leidsvrouw van de elfduizend maagden dateert van het derde kwart van de tiende eeuw. De passio of heiligenverhaal waarin voor het eerst duidelijk gesproken werd van het aantal maagden (Passio sanctarum undecim millium virginum) dateert van de elfde eeuw. In de dertiende eeuw, toen Jacobus de Voragine zijn versie schreef in de Legenda Aurea, lag de legende nagenoeg vast. Het is de versie van De Voragine die voor de verspreiding van het verhaal over de ganse christelijke wereld in de middeleeuwen heeft gezorgd.

### Cunera van Rhenen
Rondom de Ursulalegende ontstonden nog andere verhalen. Een daarvan is de legende van Cunera van Rhenen, een prinses uit York die van de slachting door de Hunnen zou gered zijn door de Friese koning Radboud. Die nam haar mee naar Rhenen, waar ze later door de jaloerse vrouw van Radboud werd gewurgd en begraven in een veestal. Radboud zou zich dan bekeerd hebben tot het christendom. Historisch zijn er meerdere problemen met dit verhaal. Zo is het bestaan van de heilige Ursula al zeer omstreden en is er geen Koning Radboud uit de vierde eeuw bekend, wiens bekering zeker niet onopgemerkt zou zijn gebleven.

## De relieken
In 1106 werden bij de werken voor een nieuwe gracht voor de wallen de restanten van een Romeinse necropool ontdekt met een grote hoeveelheid beenderen. Het duurde niet lang voor het gerucht zich verspreidde dat men de overblijfselen van de elfduizend maagden had ontdekt. De site werd gedurende de twaalfde eeuw opgegraven door de benedictijnen van Deutz onder de leiding van abt Gerlach. Met de beenderen werden ook een aantal grafstenen ontdekt waardoor men een aantal van de elfduizend maagden kon individualiseren. Om de beenderen van mannen en kinderen, die men natuurlijk ook vond, te verklaren, werd door abt Gerlach beroep gedaan op een mystica in het klooster Schönau. Deze Elisabeth kreeg in haar visioenen van de heilige Verena, een van de geïdentificeerde elfduizend, een pasklare uitleg voor alle vragen. Dankzij deze verklaringen kwamen de paus en allerlei bisschoppen in de legende terecht. Ook de naam van Aetherius komt uit de visioenen van Elisabeth von Schönau.
Al vanaf 1113 ontstond er een zeer drukke handel in het gebeente ontdekt in de Keulse necropool. De abt van de Sint-Trudo abdij alleen al verhandelde meer dan 130 schedels als reliek. Het is dan ook zeer waarschijnlijk dat de schedels in 2010 ontdekt door een kunsthistoricus van de gemeente Roermond in een nis in een altaar in de Roermondse Munsterkerk afkomstig zijn van deze Keulse necropool. Maar dit is niet de enige vondst, in de abdij van Herkenrode vond men 46 schedels en 114 beenderen nu bewaard in de Sint-Quintinuskathedraal in Hasselt. De relieken van Ursula en haar elfduizend maagden waren zeer talrijk en raakten overal verspreid. Tegen het begin van de dertiende eeuw was dankzij de verspreiding van de relieken ook de cultus van de elfduizend maagden van Keulen over een groot deel van Europa populair geworden. Een van de mooiste reliekschrijnen, in de vorm van een schip, is te bewonderen in het Paleis van Tau in Reims.
Het aantal van 11.000 maagden steunt op een al dan niet moedwillige vergissing: in het Latijn zijn ze vernoemd als “XI.M.V” = “undecim martyres virgines“ (elf maagdelijke martelaren), een afkorting die geïnterpreteerd werd als “undecim millia virginum” (elfduizend maagden). De legende past in de geschiedenis van de welig tierende reliekenhandel in de middeleeuwen. Daar was geld mee te verdienen en ook de stroom van pelgrims naar de plaatsen van verering bracht geld op. Om zoveel mogelijk zogenaamde relieken te verzamelen werden in Keulen zelfs op soldatenkerkhoven menselijke resten opgegraven. Tussen de relieken van Herkenrode zouden zich daarom schedels van mannen kunnen bevinden!

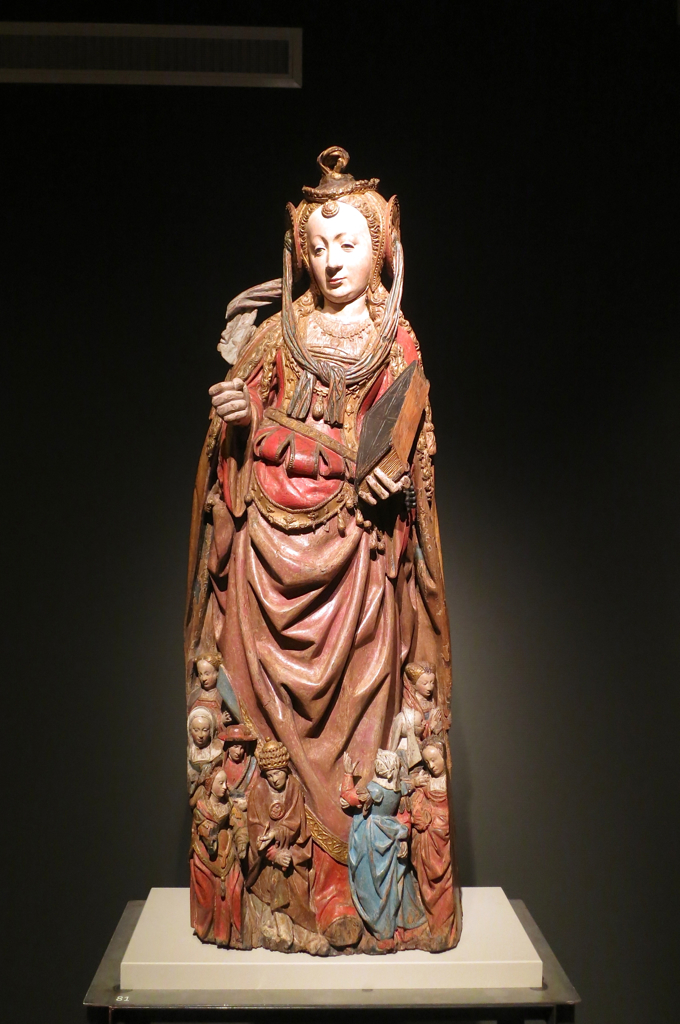
Heilige Ursula met reisgenoten in het Museum Catharijneconvent

## Iconografie
Ursula wordt afgebeeld als een jonge koningsdochter. Meestal heeft zij één of meerdere pijlen in haar handen of steekt een pijl in haar hals of in haar borst. Onder haar mantel schuilen vaak enkele jonge vrouwen. Soms wordt ze ook met een palmtak afgebeeld, een symbool voor haar marteldood. Andere zeldzame attributen zijn een boek, een scepter, een schip of een duif.

## Verering
De heilige Ursula is de beschermheilige van de Britse Maagdeneilanden, van Keulen, van jonge meisjes, van de jeugd, schoolkinderen, leraressen en opvoedsters, en van de universiteiten van Keulen, Coimbra, Parijs en Wenen. Zij is tevens schildhouder in het wapen van de Belgische gemeente Lanaken. Zij wordt aangeroepen in oorlogstijd, voor een goed huwelijk en tegen kinderziekten. De thans protestantse Nieuwe Kerk in Delft was voor de Reformatie gewijd aan de heilige Ursula van Keulen en stond ook bekend als Sint-Ursulakerk.
Hoe dichter je bij Keulen komt, des te meer relieken en reliekschatten van Sint-Ursula en de 11.000 maagden zijn aan te treffen in kerken en kloosters. In Belgisch Limburg zijn bijvoorbeeld reliekschatten te vinden in Borgloon, Hasselt, Maaseik, Sint-Truiden en Tongeren. De bekendste reliekenschat is misschien wel die van de cisterciënzerinnenabdij Herkenrode nabij Hasselt. Deze collectie is enkele jaren geleden uitvoerig onderzocht en de resultaten zijn gepubliceerd.
Clematius, een Romeins senator, bouwde in de vierde eeuw te Keulen een kerk - later tot basiliek verheven - ter ere van de maagden die daar als martelaressen gestorven zouden zijn. De stad Keulen heeft in haar stadswapen tot vandaag de dag naast de drie kronen, die staan voor de Driekoningen Caspar, Melchior en Balthasar, elf tranen als symbool voor de elfduizend maagden die met de stadspatrones Ursula vermoord werden.
Ursula werd later ook de patroonheilige van de orde van de ursulinen die zich naar haar noemden.
Een kunsthistoricus van de gemeente Roermond vond in 2010 in een nis in een altaar in de Roermondse Munsterkerk eeuwenoude, ingemetselde relieken. Deze werden mogelijk toegeschreven aan de heilige Ursula of een van haar maagden. Het gaat onder meer om tien schedels gewikkeld in met goud en parels bestikte doeken.